# Pidonia himehana
Pidonia himehana là một loài bọ cánh cứng trong họ Cerambycidae.